# نقش شانديري لعلاء الدين خالجي
نقش شانديري لعلاء الدين خالجي هو سجل كتابي في أربعة أسطر، مكتوب بخط النسخ باللغة الفارسية. ويسجل استكمال مسجد في عهد أمير الأمراء اختيار الدولة والدين تمور السلطاني نقشه إسماعيل بن عبد السلام المُلقب في النص بـ: جيه نجيب محرر منطقة كول (عليكرة)، وقد اكتمل النقش في عهد علاء الدنيا والدين أبو المظفر محمد شاه (علاء الدين خالجي ، ت. 1316 م).

## التاريخ والأهمية
يعود تاريخ النقش إلى 20 شعبان 711 هـ في التقويم الهجري، وهو التاريخ الذي يتوافق مع 10 كانون الأول 1311 م مما يجعله أقدم نقش إسلامي معروف من تشانديرى.

## النشر
ذكر الباحث غريد (بالإنجليزية: MB Garde) النقش لأول مرة في عامي 1924-1925 في التقارير السنوية لقسم الآثار في ولاية جواليور. نُشرَت كتابنه لاحقًا في المجلة الربعية الهندية التاريخية (بالإنجليزية: Indian Historical Quarterly)، وأُدرجت أيضًا في التقرير السنوي عن النقوش الهندية. والتي ظهرت في طبعة في مجلد عام 1968 من الملحق الفارسي والعربي لموسوعة نقوش الهند. أُدرج النقش لاحقًا في مجلد كتبه ويليس (بالإنجليزية: M. Willis).

## الموقع
عثر مظفر أنصاري على النقش المفقود منذ عدة سنوات وتبرع به إلى المتحف الأثري في تشانديري، حيث سُجل تحت رقم AMC 97/98. يقع المتحف تحت إشراف هيئة المسح الأثري الهندي.

## قراءة إضافية
- Z. A. Desai (1973). "The Chanderi inscription of 'Alau'd-Din Khalji". Epigraphia Indica Arabic And Persian Supplement 1969. Archaeological Survey of India.